# Saiha (Distrikt)
Der Distrikt Saiha ist ein Distrikt im indischen Bundesstaat Mizoram. Verwaltungssitz ist der gleichnamige Ort Saiha.

## Geografie
Der Distrikt Saiha liegt im Südosten Mizorams an der Grenze zu Myanmar. Die Fläche des Distrikts beträgt 1409 Quadratkilometer. Nachbardistrikt ist der Distrikt Lawngtlai im Westen und Norden sowie Myanmar im Osten und Süden.

## Geschichte
Im späten 19. Jahrhundert eroberten die Briten die Region und das Gebiet wurde ein Teil von Assam. Im Zweiten Weltkrieg lag er nahe der Front zwischen Briten und Japanern. Nach der indischen Unabhängigkeit vollzog Assam 1949 den Anschluss an Indien. Später wurde Assam in verschiedene Bundesstaaten aufgesplittert und das Gebiet ein Teil des neuen Bundesstaats Mizoram. Der Distrikt gehörte bis 1976 zum Distrikt Mizo. Von da an bis Anfang 1999 zum Distrikt Chhimtuipui. Damals wurde dieser Distrikt in die beiden Distrikte Chhimtuipui und Lawngtlai aufgeteilt. Der heutige Distrikt trug vorerst weiterhin den Namen Chhimtuipui. Später erhielt er den heutigen Namen Distrikt Saiha.

## Bevölkerung
Nach der Volkszählung 2011 hat der Distrikt Saiha 56.574 Einwohner. Bei 40 Einwohnern pro Quadratkilometer ist der Distrikt sehr dünn besiedelt. Der Distrikt ist überwiegend ländlich geprägt. Von den 56.574 Bewohnern wohnen 31.464 Personen (55,62 %) in Landgemeinden und 25.110 Menschen in städtischen Gebieten.
Der Distrikt Saiha gehört zu den Gebieten Mizorams, die fast gänzlich von Angehörigen der „Stammesbevölkerung“ (scheduled tribes) besiedelt sind. Zu ihnen gehörten (2011) 54.642 Personen (96,59 Prozent der Distriktsbevölkerung). Zu den Dalit (scheduled castes) gehörten 2011 83 Menschen (0,15 Prozent der Distriktsbevölkerung).

### Bevölkerungsentwicklung
Wie überall in Indien wächst die Einwohnerzahl im Distrikt Saiha seit Jahrzehnten stark an. Die Zunahme betrug in den Jahren 2001–2011 mehr als 20 Prozent (20,16 %). In diesen zehn Jahren nahm die Bevölkerung um mehr als 9000 Menschen zu. Die genauen Zahlen verdeutlicht folgende Tabelle:

### Bedeutende Orte
Im Distrikt gibt es mit dem Distrikthauptort Saiha nur eine einzige städtische Siedlung. Da in der Kleinstadt aber immerhin 25.110 der 56.574 Menschen des Distrikts leben, beträgt der Anteil der Stadtbevölkerung dennoch 44,38 %.

### Bevölkerung des Distrikts nach Geschlecht
Der Distrikt hatte ursprünglich – für Indien sehr ungewöhnlich – mehr weibliche als männliche Einwohner. Zwischen 1971 und 1991 hat sich der Anteil der Männer stark erhöht. Doch sinkt er nun wieder und die Anteile beider Geschlechter liegen bei nahezu 50 %.
| Verteilung der Bevölkerung nach Geschlecht im Distrikt Saiha |                   |                   |                   |                   |                   |                   |                   |                   |                   |                   |
|                                                              | Volkszählung 1971 | Volkszählung 1971 | Volkszählung 1981 | Volkszählung 1981 | Volkszählung 1991 | Volkszählung 1991 | Volkszählung 2001 | Volkszählung 2001 | Volkszählung 2011 | Volkszählung 2011 |
| Anzahl                                                       | Anteil            | Anzahl            | Anteil            | Anzahl            | Anteil            | Anzahl            | Anteil            | Anzahl            | Anteil            |                   |
| GESAMT                                                       | 13.508            | 100 %             | 22.143            | 100 %             | 34.930            | 100 %             | 47.084            | 100 %             | 56.574            | 100 %             |
| Männer                                                       | 6656              | 49,27 %           | 11.460            | 51,75 %           | 18.133            | 51,91 %           | 24.141            | 51,27 %           | 28.594            | 50,54 %           |
| Frauen                                                       | 6852              | 50,73 %           | 10.683            | 48,25 %           | 16.797            | 48,09 %           | 22.943            | 48,73 %           | 27.980            | 49,46 %           |

### Bevölkerung des Distrikts nach Sprachen
Eine deutliche Mehrheit der Bevölkerung des Distrikts Saiha spricht eine tibetobirmanische Sprache. Auf die Hauptsprache Mara entfallen über 66 Prozent. Wenige Prozente der Einwohnerschaft – meist aus anderen Regionen zugewanderte Personen – sprechen eine andere Sprache. Meistgesprochene dieser Sprachen sind Bengali und Hindi.
| Jahr                                   | Mara   | Mara  | Lushai | Lushai | Pawi | Pawi | Hindi | Hindi | Bengali | Bengali | Meitei | Meitei | Gesamt | Gesamt   |
| Jahr                                   | Zahl   | %     | Zahl   | %      | Zahl | %    | Zahl  | %     | Zahl    | %       | Zahl   | %      | Zahl   | %        |
| -------------------------------------- | ------ | ----- | ------ | ------ | ---- | ---- | ----- | ----- | ------- | ------- | ------ | ------ | ------ | -------- |
| 2011                                   | 37.490 | 66,27 | 9487   | 16,77  | 3031 | 5,36 | 588   | 1,04  | 526     | 0,93    | 108    | 0,19   | 56.574 | 100,00 % |
| Quelle: Ergebnis der Volkszählung 2011 |        |       |        |        |      |      |       |       |         |         |        |        |        |          |

### Bevölkerung des Distrikts nach Bekenntnissen
Die Bewohner bekennen sich fast gänzlich zum Christentum. Die bedeutendsten Gemeinschaften innerhalb des Christentums sind die Presbyterianer (Reformierte), Baptisten und Katholiken. Die Muslime und Hindus bilden kleinere religiöse Minderheiten. Die genaue religiöse Zusammensetzung der Bevölkerung zeigt folgende Tabelle:
| Jahr                                   | Buddhisten | Buddhisten | Christen | Christen | Hindus | Hindus | Jainas | Jainas | Muslime | Muslime | Sikhs | Sikhs | Andere | Andere | keine Angaben | keine Angaben | Gesamt | Gesamt   |
| Jahr                                   | Zahl       | %          | Zahl     | %        | Zahl   | %      | Zahl   | %      | Zahl    | %       | Zahl  | %     | Zahl   | %      | Zahl          | %             | Zahl   | %        |
| -------------------------------------- | ---------- | ---------- | -------- | -------- | ------ | ------ | ------ | ------ | ------- | ------- | ----- | ----- | ------ | ------ | ------------- | ------------- | ------ | -------- |
| 2011                                   | 102        | 0,18       | 54.977   | 97,18    | 933    | 1,65   | 4      | 0,01   | 514     | 0,91    | 11    | 0,02  | 2      | 0,00   | 31            | 0,05          | 56.574 | 100,00 % |
| Quelle: Ergebnis der Volkszählung 2011 |            |            |          |          |        |        |        |        |         |         |       |       |        |        |               |               |        |          |

## Bildung
Trotz bedeutender Anstrengungen ist das Ziel der vollständigen Alphabetisierung noch nicht erreicht. Während mehr als 96 % der Männer in den Städten lesen und schreiben können, liegt der Alphabetisierungsgrad der Frauen auf dem Land bei knapp 82 %. Doch hat die Bildung in den letzten Jahrzehnten riesige Fortschritte gemacht. Die Alphabetisierung liegt weit über dem indischen Schnitt.
| Alphabetisierung im Distrikt Saiha     |                   |                   |
| Einheit                                | Volkszählung 2011 | Volkszählung 2011 |
| Einheit                                | Anzahl            | Anteil            |
| GESAMT                                 | 42.233            | 90,01 %           |
| Männer                                 | 21.861            | 92,64 %           |
| Frauen                                 | 20.372            | 87,34 %           |
| STADT GESAMT                           | 20.270            | 95,10 %           |
| Stadt-Männer                           | 10.332            | 96,09 %           |
| Stadt-Frauen                           | 9938              | 94,09 %           |
| LAND GESAMT                            | 21.963            | 85,77 %           |
| Land-Männer                            | 11.529            | 89,75 %           |
| Land-Frauen                            | 10.434            | 81,76 %           |
| Quelle: Ergebnis der Volkszählung 2011 |                   |                   |

## Verwaltung
Der Distrikt war bei der letzten Volkszählung 2011 in zwei Sub-Divisions (R.D. Blocks) aufgeteilt.:
| Bevölkerung in den Sub-Divisions |        |         |         |         |
|                                  | Saiha  | Saiha   | Tuipang | Tuipang |
| Anzahl                           | Anteil | Anzahl  | Anteil  |         |
| GESAMT                           | 35.531 | 100 %   | 21.043  | 100 %   |
| Männer                           | 18.015 | 50,70 % | 10.579  | 50,27 % |
| Frauen                           | 17.516 | 49,30 % | 10.464  | 49,73 % |
| Stadt                            | 25.110 | 70,67 % | 0       | 0 %     |
| Land                             | 10.421 | 29,33 % | 21.043  | 100 %   |